# Chess Genius
Chess Genius est un programme d'échecs créé par Richard Lang, programmeur des ordinateurs Mephisto.
Le programme a battu Garry Kasparov en partie semi-rapide de 25 minutes à Munich en 1994 avec un Pentium 100 MHz.
Le programme n'a pas vraiment été amélioré depuis 1995 et il a été dépassé par la concurrence très rapidement. 
La dernière version 7.2 32 bits est elle aussi dépassée par beaucoup d'autres logiciels.

## Style de jeu
À l'époque il était considéré comme le plus fort dans les fins de parties. 
C'était aussi « le plus fort blitzeur grâce à une recherche sélective qui lui permet de trouver des coups tactiques très profonds en un temps record. Bref, si l'on peut oser de telle comparaisons, disons que Hiarcs ressemble à Tal là où Genius est plutôt un micro-Karpov ».

## Evolution
- 2015 Millenium Chess Genius Pro (plateau de jeu dédié)
- 2016 Chess Genius 4.1 pour iPhone, Ipad
- 2017 Chess Genius 3.1.0 pour Android.
- 2017 Millenium Chess Genius Eclusive (plateau en bois)